# 엘리샤 오티스

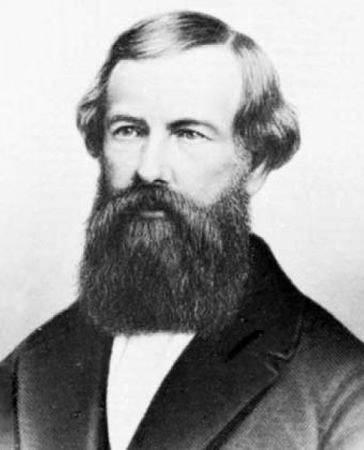
엘리샤 오티스

엘리샤 그레이브스 오티스(영어: Elisha Graves Otis, 1811년 8월 3일 ~ 1861년 4월 8일)는 미국의 기업인, 발명가이다. 현대식 엘리베이터의 발명자로서 오티스 엘리베이터의 설립자이기도 하다.
19세에 자신이 살던 집을 떠나면서 뉴욕으로 이주했다. 1851년에는 안전 장치가 달린 엘리베이터를 발명했고 1853년에는 뉴욕에서 오티스 엘리베이터를 설립했다. 엘리샤 오티스가 처음으로 고안한 엘리베이터는 실용적인 엘리베이터로 여겨진다.
엘리샤 오티스는 1854년에 열린 뉴욕 만국박람회에서 안전 장치가 달린 엘리베이터를 관객들 앞에서 공개했다. 관객들 앞에 있던 오티스가 올라가던 엘리베이터의 밧줄을 끊었는데 엘리베이터는 약간 바닥에 떨어졌다. 오티스 엘리베이터는 1857년 뉴욕에서 승객을 위한 최초의 엘리베이터를 설치했다. 1861년에는 엘리베이터에 안정성에 관련된 특허를 받았지만 곧 사망하고 만다. 엘리샤 오티스가 진행하던 사업은 두 아들이 승계받았다.

## 사진

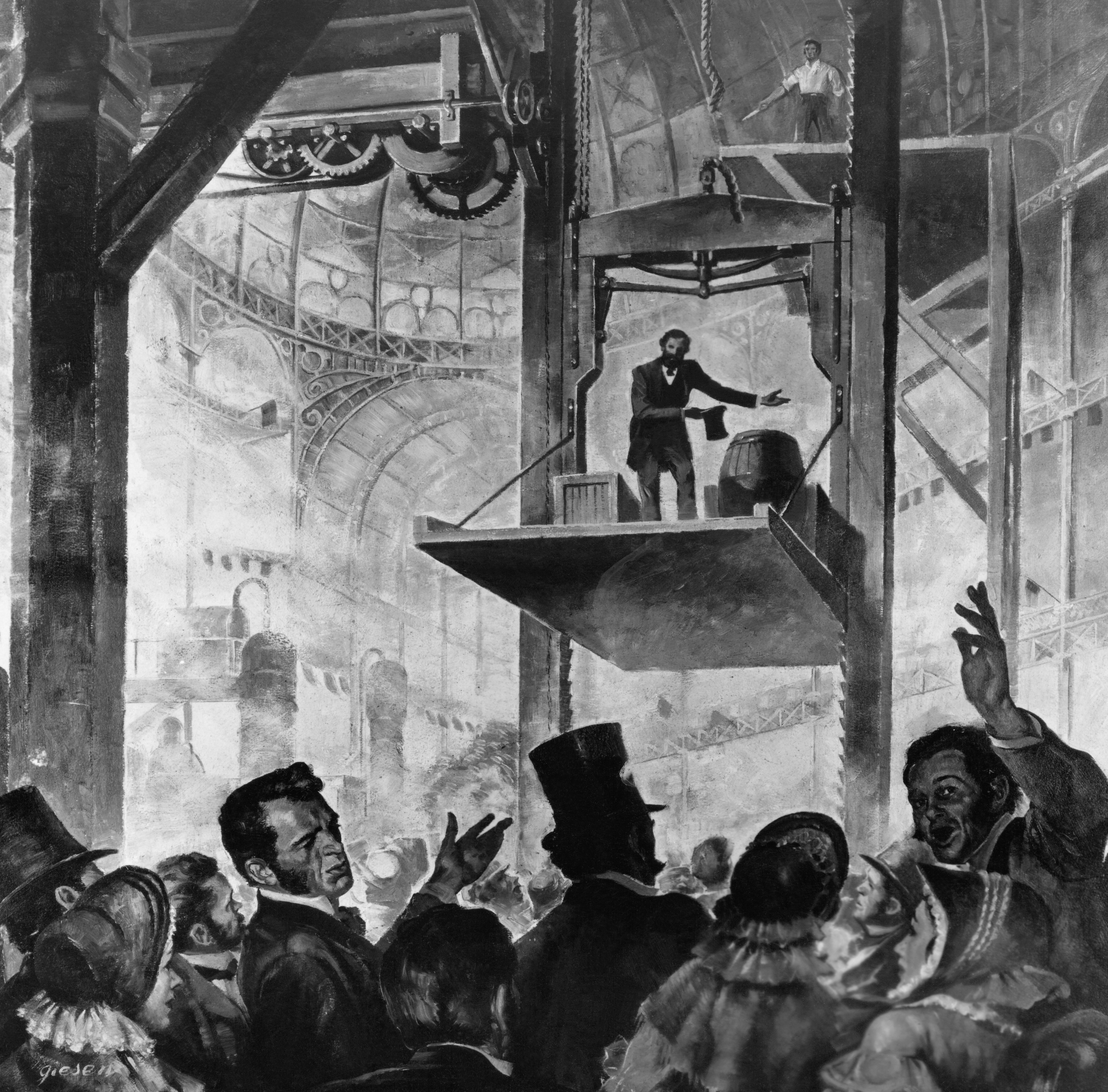
1854년 뉴욕 만국박람회에서 안전 장치가 달린 엘리베이터를 관객들 앞에서 공개하고 있는 엘리샤 오티스
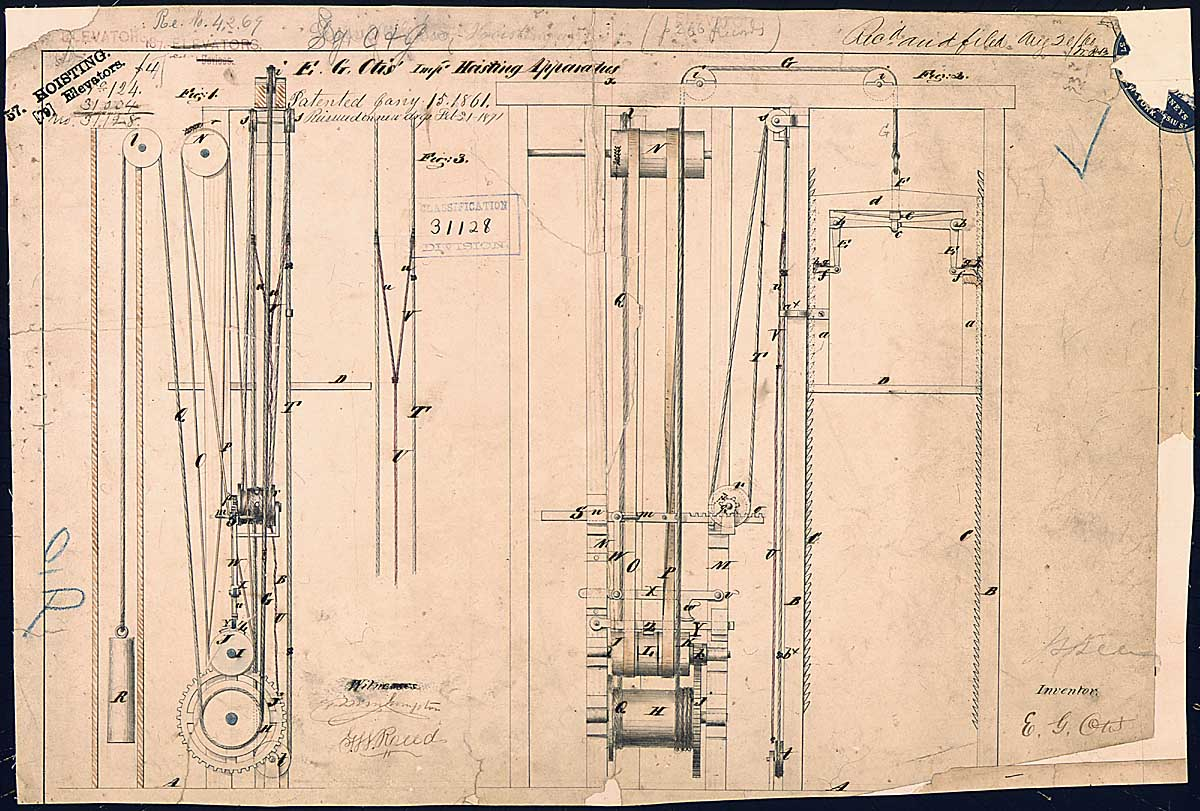
1861년 엘리샤 오티스가 획득한 엘리베이터 특허 관련 문서